# 士兵突击
《士兵突击》為中国大陆2006年播出的一部30集军旅题材电视连续剧，該作由兰晓龙编剧，內容讲述一位普通士兵许三多的成长歷程。

## 创作过程
电视剧《士兵突击》的前身是兰晓龙编剧的话剧《爱尔纳·突击》，2002年由北京军区战友话剧团首次排演。2003年在第八届中国戏剧节上，《爱尔纳·突击》获曹禺戏剧文学奖剧目奖、优秀导演奖、优秀表演奖、舞美设计奖、灯光设计奖和音响设计奖等多项大奖。
2004年以话剧为母本的小说《士兵》出版。2005年话剧《爱尔纳·突击》获第三届老舍文学奖优秀戏剧剧本奖。
2006年电视剧《士兵突击》制作完成，播出后引起轰动。随后小说《士兵突击》出版。2008年出版社又推出完整的电视剧本——《士兵突击完全版》。2008年话剧《士兵突击》登陆国家大剧院。

## 情节梗概
生性木讷懦弱的农村青年许三多，在父亲的坚持与为徵兵准备而前来家访的装甲步兵侦查七连三班班长史今在醉酒中许下诺言的情况下与同乡成才踏上了从军之路。在新兵训练中，他是表现最差的一个，为此遭受了连长高城和新兵连班长伍六一的质疑。不受欣赏的许三多为此於新兵训练结束後被分派到偏远的“红三连”二排五班看守驻训场。红三连五班号称“班长的坟墓，孬兵的天堂”，由于地处草原无人关注，在此的五班士兵包括前“模范班长”老马在内个个都变得懒散不堪，一心只想混到退伍。但许三多记着父亲说的“有意義的事就是好好活，好好活就要做很多很多有意義的事”，顶着同班战友的白眼，接受班长玩笑似的任务，在驻训场修出了一条路，并感动了同班战友们。许三多的事迹也因此上了团报，团长（该团长当年也曾在此服役，修出一条路正是他当年的想法）特批将他调进了团部，分入了以军事过硬而著名的“钢七连”三班。
但是许三多依然不受连长高城和副班长伍六一看好，先天底子差的他又成了班里表现最差的，还拖累班里成了全连训练成绩倒数第一，只有史今班长对屡屡犯错的许三多抱以理解和支持，但为此史今搞僵了和连长高城以及好友伍六一的关系，还因带班业绩不如人而面临退伍。憨直的许三多一开始并没有意识到他给班长造成了多大的困扰，而在某次史今、伍六一与许三多一起擦战车的时候，又一次犯错的许三多不仅砸伤史今的右手，不敢面对后果的窝囊样也令史今忍耐到达极限，火山爆发的史今大声斥责了许三多的懦弱。大受震撼的许三多从此开始努力，凭着他的执着和顽强，许三多这只“笨鸟”，终于飞到了前头，并得到了战友们的认可。
在接下来的一次演习中，钢七连在作为蓝军的特种部队“老A”面前遭受了前所未有的失败，但许三多却阴错阳差地活捉了“老A”的中队长袁朗中校，只可惜这小小的闪光点依然遮不住全局的失败。许三多一度认为，这样就能留住班长不走了。但最终，史今还是因为右手受伤导致的成绩下降以及年龄等原因復員，离开了钢七连。许三多为班长的离别痛苦了很久，但经历了这一切也让他成长了起来，连长为了鼓励他，破例任命他为三班的代理班长。
随着军队信息化建设的展开，C军团T师党委决定许三多所在的702团成为改革试点单位，悠久历史的钢七连奉命撤编。战友们一个个被调到了其它部队，或者退伍离开军营，连长高城也被调去装甲侦察营担任副营长，只有许三多一个人留守营房。在留守营房的半年内，许三多顶住孤独，坚守着这个岗位。家里希望许三多復員回家。但许三多发现，自己已经无法承受离开部队的日子，他拒绝復員，选择继续在部队干下去。
“老A”准备进行扩编，袁朗想到了曾俘虏他的许三多，许三多和伍六一、成才等以前的战友们一起参加了老A选拔队员的残酷比赛。伍六一却因救身陷险境的许三多导致强直性脊柱炎发作，被迫退出比赛。最终，许三多和成才成功入选。
进入“老A”，许三多面对的是截然不同的环境，极端残酷近乎无人性的训练下不断有人退出，但许三多坚持了下来。最终的选拔演习中，许三多凭借坚强的意志留了下来，而他的同乡和好友——素质出类拔萃的成才却被淘汰。
在一次围剿毒贩的行动中，许三多出于自卫杀死了一个毒枭。眼看一个生命在自己眼前倒下，极大地打击了许三多的精神，他萎靡不振了很长时间。袁朗决定给许三多放一个月假，这期间他可以去任何他想去的地方。他回到了老部队，但却发现老战友一个个复员或是调离。他原来在紅三连的指导员帮他找到了老连长高城，高城带他回到了红三连五班——那个曾经无人问津的地方，现在在班长成才的带领下成为了各部队都津津乐道的演习之余休息的好去处。眼见为了重返“老A”而刻苦训练的成才，许三多的心结解开了。
但此时许三多家里发生变故，父亲为办石灰厂储存在家的炸药爆炸伤及邻居，父亲被拘留，大哥跑了，只剩平日吊儿郎当的二哥在炸塌的房屋前一人应对讨债者。许三多靠队友集资帮家里保出父亲并还了债。他也回到“老A”，重新开始了作为一名士兵的日子。
新一年的大比武演习开始了，许三多在行动中顶住伤痛帮助队友成功“摧毁”了敌营，成才也凭借优异表现打破了袁朗对他的成见。但演习还未结束，许三多和队友们踏上了下一步行动的路程……

## 主要角色
- 许三多（王宝强饰）

故事的主角，从小木讷怯弱，在村里被称作“三呆子”，到五班後被取绰号“许木木”。但还是凭借自己的努力成长成了一名坚强的战士。
- 成才（陈思成饰）

许三多的同乡，也是他在部队最好的朋友，参军后成为装甲侦查兵狙击手。天资聪颖，性格机灵。
- 史今（张译饰）

钢七连三班班长，一位很關心士兵的七連一排三班前班長。在许三多父亲的强烈要求下答应将许三多带成一名优秀战士。
- 伍六一（邢佳栋饰）

三班副班长，史今最好的朋友，一开始非常厌恶许三多，可最后还是因许三多的努力而接受了他。
- 高城（张国强饰）

钢七连连长，绰号“老七”，父亲为集团军司令但在军旅生涯中很长时间裡都不知道受过父亲照顾。性格暴烈，眼裡不容沙子，一度拒绝许三多进入七连，但其内心亦很关心士兵。
- 老马（范雷饰）

红三连五班班长，本是一名模范班长，带出过史今、伍六一这样的优秀士兵，但到五班后心灰意冷也一度变得慵懒起来，是许三多的行动令他重新振作。
- 李梦（马帅饰）

红三连五班战士，在五班时一直琢磨写小说，後调至团宣传部任职。
- 甘小宁（李博饰）

许三多在钢七连的战友，后来随高城改调至师侦查营。
- 袁朗（段奕宏饰）

特种侦查大队“老A”中队长，中校，曾有参加实战经历。
- 齐桓（高錦饰）

“老A”队员，训练教官，许三多在“老A”的宿舍室友，外冷内热。
- 吴哲（李晨饰）

与许三多同期进入“老A”的队员，军事、外语双学士；光电学硕士，海军陆战队少校军衔。口头禅“平常心”，好讲笑话，是许三多在“老A”的好友。

## 制作人员
- 导演：康洪雷
- 编剧：兰晓龙
- 总制片人：张谦
- 总监制：陈全胜、王中磊
- 出品人：明振江、舒崇福、王中军、杨文虎
- 总策划：李洋
- 摄影指导：王江东
- 美术：高强
- 制片主任：辛崇彬
- 制片人：吴毅、郭宏
- 军事顾问：梁洪（时任中国人民武装警察部队副司令员）、赵宗岐（时任中国人民解放军陆军第十四集团军军长）

## 评价
相对于之前被批评情节空洞虚假、漏洞百出的一些军事题材剧目如《DA师》、《垂直打击》等
，《士兵突击》於观众间有相当好的口碑，被认为较能真实反映普通士兵的军旅生活，更可贵的是，避免了千人一面这样不实际的描写模式。并塑造出一批有血有肉的人物形象。但本剧仍然存在一些缺点，如：道具不够严谨及为数不少的穿帮镜头。

## 轶事
电视剧《士兵突击》的一群粉丝在网上交流、汇聚，在乡村教师罗建的倡议下，组成了一个名为“幸福时光”的希望小学公益组织。截至2017年，在10年间共计8万人参与，筹款300多万元，已建设十所希望小学。该网络公益社团也被评为“感动云南十大人物”，获全国“希望工程25年杰出贡献奖”。
士兵突击里的一句臺詞不抛弃、不放弃於2008年5月汶川大地震后成为鼓励救援行动的格言。

## 外部連結
- 《士兵突击》官方网站（页面存档备份，存于）
- 新浪网《士兵突击》专题（页面存档备份，存于）